# Tindur (Borðoy)
Tindur (Borðoy) è una montagna alta 535 metri sul mare situata sull'isola di Borðoy, nell'arcipelago delle Isole Fær Øer, in Danimarca.